# اقتصاد إيران
اقتصاد إيران هو ثالث أكبر اقتصاد في منطقة الشرق الأوسط والتاسع والعشرون في العالم بحجم 337.9 مليار دولار (2010) ويعتمد اقتصاد إيران بشكل كبير على تصدير النفط والغاز.

## قطاعات الاقتصاد

### الزراعة
حوالي 20 ٪ من الأراضي في إيران صالحة للزراعة. تنتشر مناطق إنتاج مواد الغذاء الرئيسية في بحر قزوين ومنطقة في وديان شمال غرب البلاد. في حين أن مناطق أخرى تتطلب الري لإنتاج المحاصيل الناجحة.
تواجه إيران الكثير من العقبات الرئيسية في الإنتاج الزراعي وهي أساليب الزراعة البدائية، والتربة، وندرة المياه.
ويعتبر القمح المحصول الأكثر أهمية، ويزرع في الغرب والشمال الغربي، والرز هو المحصول الرئيسي في منطقة بحر قزوين. وتنتج الشعير والذرة والقطن والشاي والقنب والتبغ والفواكه (بما في ذلك الحمضيات) والبطاطس والبقوليات (الفول والعدس) والخضروات ونباتات العلف (البرسيم)، والتوابل (بما في ذلك الكمون والسماقو الزعفران (أكبر منتج في العالم))، والمكسرات (الفستق (أكبر منتج في العالم)، واللوز، والجوز).

#### النفط

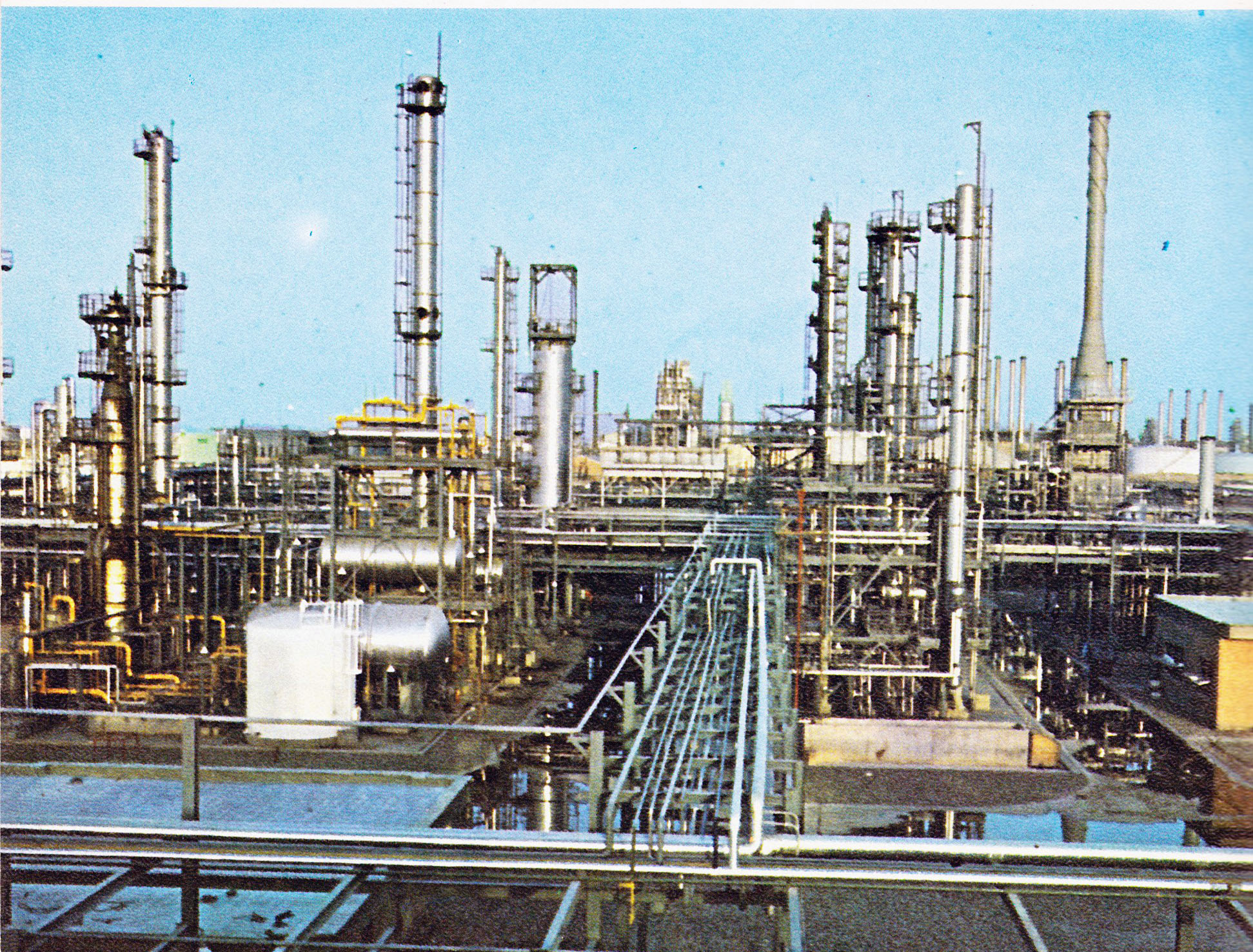
تصدير النفط الإيراني يمثل أهم مصدر لكسب العملة الأجنبية.

تمتلك إيران 10% من احتياطيات النفط المؤكدة بالعالم. وهي عضو في منظمة البلدان المصدر للنفط أوبك، وتنتج إيران 4 ملايين برميل يوميا أكثر من نصفها يصدر إلى الخارج فيما تذهب الكمية الباقية للاستهلاك المحلي. وتقدر الاحتياطات المؤكدة ب152 مليار دولار

#### الغاز الطبيعي
تقدر احتياطيات إيران من الغاز الطبيعي بنحو 29.61 ترليون متر مكعب وهو ما يشكل 15% من احتياطيات الغاز في العالم، تصدر إيران الغاز إلى تركيا عبر خط أنابيب تبريز-أنقرة وإلى أرمينيا عبر خط أنابيب يصل بين أرمينيا وإيران. وتستورد الغاز من تركمانستان عبر خط أنابيب دولة أباد-سرخس-خانكيران.

### الطاقة
تنتج إيران عام 2011 ب 3.8 مليون برميل وانخفضت بعدها ل2.8 مليون برميل ول 1.1مليون برميل بسبب العقوبات الغربية ثم ارتفعت إلى 3.9 مليون برميل لعام 2017 بسبب رفع العقوبات الغربية وبصادرات 2.4 مليون برميل وتقدر احتياطات إيران النفطية 152 مليار برميل أي رابع أكبر احتياطي في العالم بعد فنزويلا والسعودية والعراق وثالث أكبر احتياطات للغاز ب33 تريليون متر مكعب.

## المالية العامة والسياسة المالية

### الميزانية
تبدأ السنة المالية الإيرانية في 20 مارس وتنتهي في 21 مارس في السنة التالية.
إيران لديها نوعان من الميزانية:

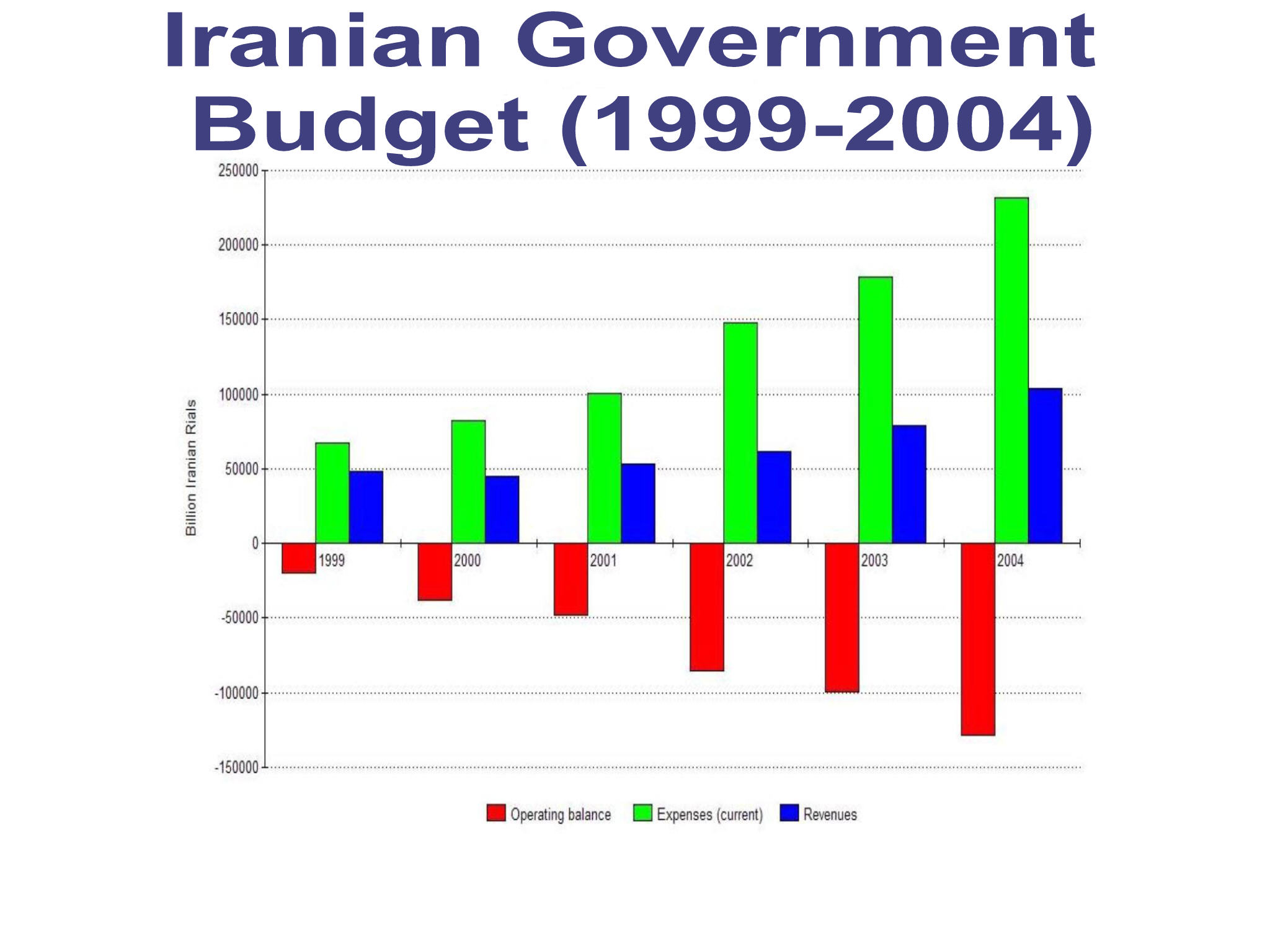
وكان العجز في ميزانية الحكومة مشكلة مزمنة في إيران في الماضي. في عام 2004، وجاء حوالي 45 في المئة من ميزانية الحكومة من صادرات عائدات النفط والغاز الطبيعي وجاء 31 في المئة من الضرائب والرسوم.

1. الميزانية العامة أو ميزانية الحکومة العامة.
2. الميزانية الشاملة أو ميزانية الحکومة الشاملة التي تشمل الشركات المملوكة للدولة.

يتم تحديد ميزانية إيران من قبل منظمة الإدارة والتخطيط الإيرانية ثم تقترَح من قبل الحكومة إلى البرلمان/مجلس الشورى الإسلامي. بعد الموافقة عليها من قبل المجلس، القانون يحتاج إلى المصادقة عليها من قبل مجلس صيانة الدستور. سيتم إرسال القانون إلى البرلمان لإجراء تعديلات إذا رفض التصويت عليه من قبل مجلس صيانة الدستور. بعد الموافقة السنوية لميزانية الحكومة من قبل المجلس، يقدم البنك المركزي سياسة نقدية وائتمانية تفصيلية إلى مجلس المال والائتمان للموافقة عليها. بعد ذلك، يتم دمج العناصر الرئيسية لهذه السياسات في خطة التنمية الاقتصادية لمدة خمس سنوات. الخطة الخماسية هي جزء من "رؤية 2025"، إستراتيجية للنمو المستدام وطويل الأمد تم تدوينها من قبل مجمع تشخيص مصلحة النظام.
ومن المزايا الفريدة لاقتصاد إيران هو حجم كبير من المؤسسات الدينية التي ميزانياتها المجتمعة تشكل أكثر من 30٪ من ميزانية الحکومة المرکزية.

#### الإيرادات
ويقدر المسؤولون في إيران أن عائدات النفط والغاز السنوية لإيران قد تصل إلى 250 مليار دولار بحلول عام 2015 حالما تأتي المشاريع الحالية تشغيلها.

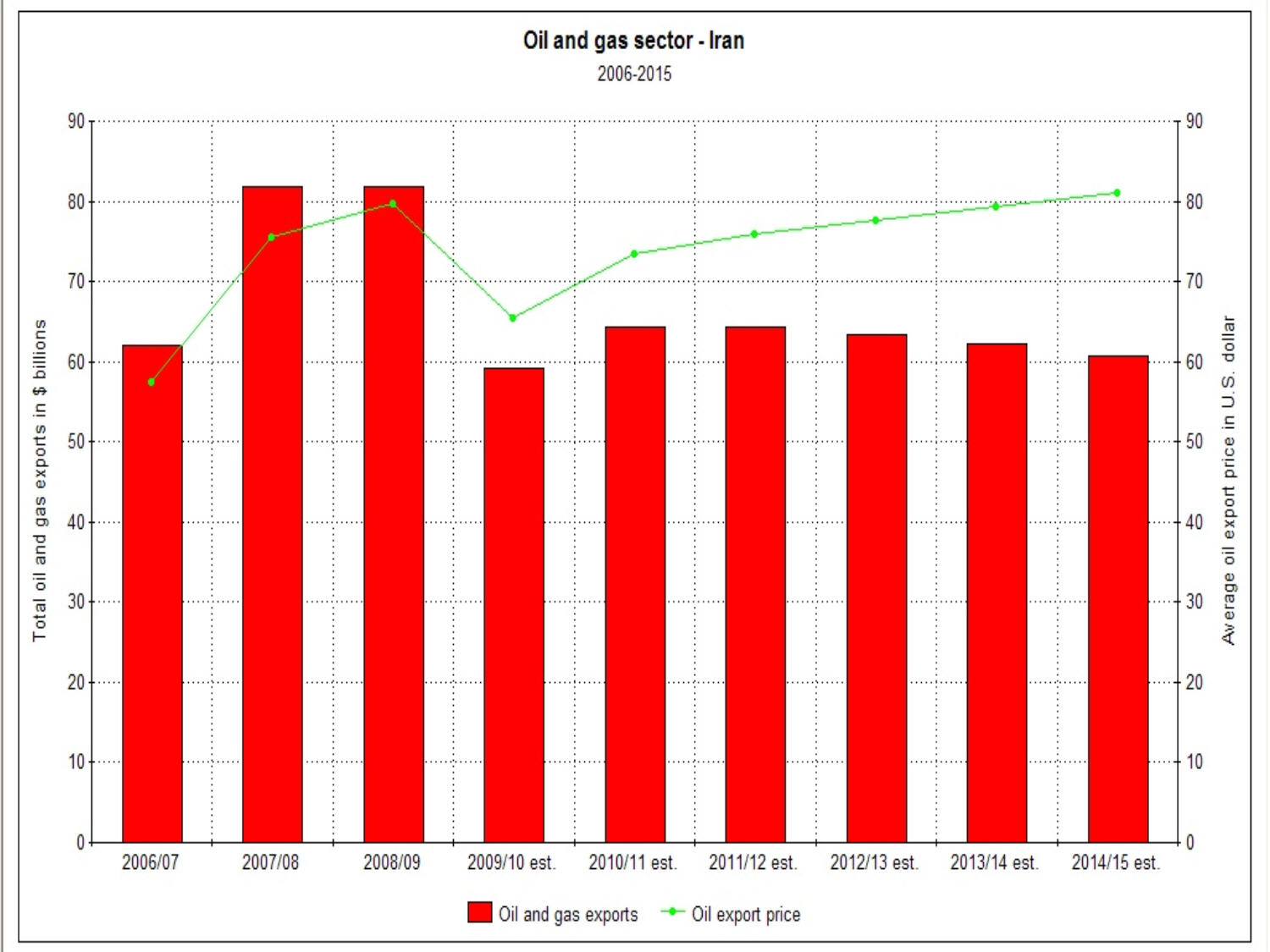
عائدات النفط والغاز المتوقعة لإيران من قبل صندوق النقد الدولي. ويقدر المسؤولون في إيران أن عائدات النفط والغاز السنوية إيران قد تصل إلى 250,000,000,000 $ بحلول عام 2015 بمجرد أن المشاريع الحالية تأتي على تيار.

في عام 2004، وجاء حوالي 45 في المئة من ميزانية الحكومة من صادرات عائدات النفط والغاز الطبيعي، على الرغم من أن هذا يختلف مع التقلبات في أسواق النفط العالمية، وجاء 31 في المئة من الضرائب والرسوم. وعموما، ما يقدر ب 50 في المئة من الناتج المحلي الإجمالي لإيران معفاة من الضرائب في السنة المالية 2004.
اعتبارا من عام 2010، تمثل عائدات النفط 80٪ من عائدات إيران بالعملات الأجنبية و 60٪ من الميزانية العامة للبلاد. أي من العائدات الفائضة من بيع النفط الخام والغاز يتم دفعها في صندوق تثبيت النفط (OSF). وکانت الميزانية الإجمالية الموافقة عليها، بما في ذلك الشركات التجارية المملوكة للدولة، وكان 295 میلیارد دولار لنفس الفترة.
وتسعى الحكومة إلى زيادة حصة عائدات الضرائب في الميزانية من خلال تنفيذ خطة الإصلاح الاقتصادي من خلال تحصيل الضرائب الأكثر فعالية من الشركات.

#### النفقات

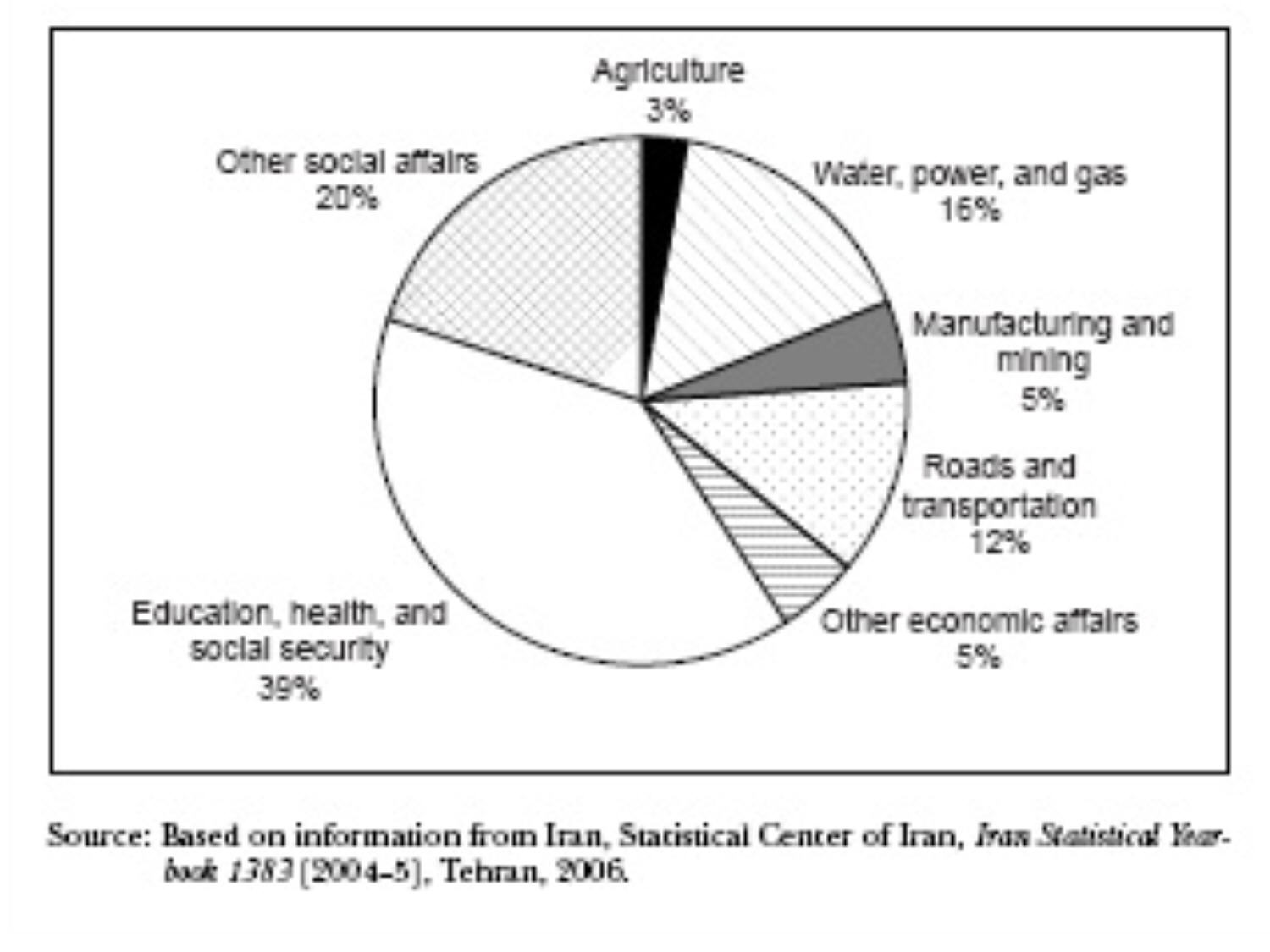
كانت نفقات الميزانية الوطنية للأغراض الاجتماعية والاقتصادية، السنة المالية 2004. الإنفاق الحكومي كنسبة مئوية من إجمالي الميزانية 6٪ للرعاية الصحية، و 16٪ لالتعليم و 8 ٪ للالجيش في الفترة 1992-2000 وساهم في متوسط معدل التضخم السنوي من 14 في المئة في الفترة 2000-2008.

بسبب التغيرات في تصنيف أرقام الميزانية، مقارنة بين فئات مختلفة سنوات غير ممكن. ومع ذلك، منذ الثورة مدفوعات الموازنة العامة للحكومة وبلغ متوسط:
- 59 في المئة للشؤون الاجتماعية،
- 17 في المئة للشؤون الاقتصادية،
- 15 في المئة للدفاع الوطني،
- 13 في المئة للشؤون العامة.

للاطلاع على توزيع النفقات للأغراض الاجتماعية والاقتصادية، انظر الرسم البياني المرفق.
في السنة المالية 2004، تم تقسيم نفقات الحكومة المركزية على النحو التالي:
- النفقات الجارية و 59 في المئة،
- النفقات الرأسمالية، و 32 في المئة.
- وشكلت وحدات أخرى (النفقات المخصصة، خسائر الصرف الأجنبي، وتغطية التزامات خطابات الاعتماد، وصافي الإقراض) للفترة المتبقية.

بين النفقات الجارية، بلغت نسبة الأجور والرواتب لمدة 36 في المئة؛ تمثل الإعانات والتحويلات إلى الأسر لمدة 22 في المئة (وليس بما في ذلك الإعانات غير المباشرة). وبلغ مجموع النفقات المخصصة 13 في المئة من إجمالي الحكومة المركزية. بين السنة المالية 2000 والسنة المالية 2004، بلغت مجموع النفقات وصافي الإقراض لنحو 26 في المئة من الناتج المحلي الإجمالي. ووفقا لنائب رئيس الجامعة للشؤون البرلمانية، فإن الإصلاحات الدعم الإيراني وفر 20 في المئة من ميزانية البلاد.
وفقا لرئيس قسم الاحصائيات إيران، إذا لوحظت قواعد الميزانية في هذا الهيكل للغاية، يمكن للحكومة توفير ما لا يقل عن 30 إلى 35 في المئة على نفقاتها.

#### الديون الخارجية
في عام 2013 بلغ الدين الخارجي الإيراني عند 7.2 مليار دولار مقابل 17.3 مليار دولار في عام 2012.

#### 2009-10
في ميزانية الدولة الإيرانية للسنة التقويمية الإيراني 1388 (2009-2010)، من 102000000000 $ المخصصة للإنفاق الحكومي،
- وسيتم تمويل 53٪ من خلال العائدات من بيع النفط الخام والغاز،
- %28 سوف تأتي من الضرائب والباقي
- %19 من مصادر أخرى مثل برنامج الخصخصة.[20]

يتم احتساب الإيرادات النفطية على أساس متوسط سعر 37,50 $ للبرميل في معدل التحويل من الدولار الأمريكي 9,500 ريال. إيران أرصدة حساباتها الخارجية حول 75 دولارا للبرميل الواحد.

#### 2010-11
ميزانية السنة الإيرانية 1389 (2010-2011)، الذي يبدأ في 21 مارس تبلغ 368.4bn دولار، مما يمثل زيادة قدرها 31 في المائة عن العام السابق، وعلى أساس سعر متوقع للنفط يبلغ 60 دولارا للبرميل مقارنة مع 37,50 $ فقط العام الماضي.

#### 2011-12
وكانت الموازنة العامة 165000000000 $ (1,770 تريليون ريال) في السنة الإيرانية 2011-2012. وافق البرلمان الإيراني أيضا الميزانية الإجمالية 500 مليار دولار أمريكي (5,170 تريليون ريال) أن العوامل في 54 مليارات دولار من ارتفاع الأسعار وخفض الدعم وجانبا من الحكومة (أو الموازنة العامة) يتضمن أيضا الإنفاق على الشركات المملوكة للدولة. وتستند الميزانية على أساس سعر النفط 80 دولارا للبرميل. وتقدر قيمة الدولار الأمريكي في IRR 10,500 لنفس الفترة. تظهر الميزانية 2011-الإجمالية زيادة 45 في المئة مقارنة مع عام 2011 الذي بلغ 368 مليار دولار.

#### 2012-13
الميزانية المقترحة للفترة 2011-2012 تصل إلى 5.1 كوادريليون ريال (حوالي 416000000000 $). والتمويل لتشغيل الحكومة قد انخفضت بنسبة 5.6 في المئة وعائدات الضرائب للحكومة تم المتوخى أن يرتفع بنسبة 20 في المئة. وتظهر ميزانية الدفاع بزيادة قدرها 127 في المئة. الحكومة أيضا تسعى مبالغ أعلى للتنمية والبحوث والمشاريع الصحية. يستند الميزانية المعتمدة من 5,660 تريليون ريال 477000000000 $ على سعر للنفط يبلغ 85 دولارا للبرميل ومتوسط قيمة الدولار الأمريكي للسنة المالية لديها كان من المتوقع أن يكون 12,260 ريال، والسماح للحكومة للحصول على 53800000000 $ من خفض الدعم. يبين الرقم الإجمالي للموازنة الدولة وافق على زيادة بنسبة 11٪ من حيث القيمة ريال، بالمقارنة مع ميزانية العام السابق. من هذا المبلغ، 134000000000 $ يتعلق الميزانية العامة للحكومة والباقي 343000000000 $ يتعلق الشركات والمؤسسات المملوكة للدولة. من 134 مليار دولار على الموازنة العامة للحكومة، 117000000000 $ يتعلق نفقات التشغيل و 17 بليون دولار لتطوير البنية التحتية. وتظهر الميزانية العامة للحكومة ل2012-13 انخفاض 3.5٪ بالمقارنة مع العام السابق، بينما ارتفعت ميزانية للشركات والمؤسسات المملوكة للدولة بنسبة 18.5٪. الإيرادات من النفط الخام تشكل 37٪ من إجمالي إيرادات الدولة في الميزانية. وقد يتوقع عائدات الضرائب في 458000000000000 ريال (37 مليار دولار)، مما يدل على زيادة بنسبة 10٪ في العام على اساس سنوي. وفي النصف الأول من عام 2012، أعلنت إيران في المجلس أنها اتخذت في 25٪ فقط من الإيرادات السنوية في الميزانية. ووفقا لابيكورب، وإيران تحتاج للنفط في المتوسط 127 $ للبرميل في عام 2012 لميزانية مالية لكسر حتى.

#### 2013-14
في شهر مايو عام 2013، وافق البرلمان الإيراني على 7.27-كوادريليون-الريال (حوالي 593000000000 $) مشروع قانون الميزانية الوطنية ل2013-14. وتتوقع الميزانية الوطنية الجديدة إلى انخفاض بنسبة 40٪ في عائدات النفط مقارنة مع الرقم المتوقع في العام السابق. وقد وضعت مشروع القانون سعر النفط 95 دولارا للبرميل الواحد، على أساس سعر الصرف الرسمي من 12,260 ريال للدولار الأمريكي، الذي تم إصلاح من قبل البنك المركزي لإيران. يتضمن قانون الموازنة أيضا الدخل هو 500 تريليون ريال من خطة إصلاح الدعم. من هذا المبلغ، يتم تخصيص 410000000000000 ريال للصدقات نقدية مباشرة إلى الأشخاص المؤهلين الذين سجلوا والصناديق الاجتماعية.

#### 2014-15
الإنفاق إيران خصصت الحكومة للانطلاق في العام مارس 2014 عند 75 مليار دولار محسوبة على أساس سعر صرف السوق المفتوحة، مع سقف ميزانية العام تقدر بنحو نحو 265 مليار دولار. وتشير تقديرات مشروع الموازنة صادرات النفط بنحو 1.1 مليون برميل يوميا. ميزانية 2014 تفترض متوسط سعر النفط 100 دولار للبرميل، والتضخم 21٪، ونمو الناتج المحلي الإجمالي بنسبة 3٪ وسعر الصرف USD / IRR الرسمي على 26,000 ريال الإيرانية. والميزانية مشروع قانون يسمح للحكومة لاستخدام أكثر من 35 مليار دولار من التمويل الخارجي. ضبط النفقات الرأسمالية في الارتفاع بنسبة 9.7٪. وقد وضعت إدارة الهدف من 519 تريليون ريال، (حوالي 20900000000 $) إيرادات الحكومة من تنفيذ خطة إصلاح الدعم في مشروع الموازنة، وسيتم على الأرجح اضطر إلى مضاعفة أسعار الوقود. وفي فبراير عام 2014، أقر البرلمان مشروع قانون إجمالي الميزانية بقيمة 7,930 تريليون ريال (319000000000 $ في سعر الصرف الرسمي).